# Neptunalia
Die Neptunalia waren ein Fest im antiken Rom, das zu Ehren Neptuns gefeiert wurde, des Gottes der Gewässer.

## Ablauf
Die Neptunalia fanden am 23. Juli in der Hitze und Dürre des Sommers statt, wohl um Neptun rituell darum zu bitten, ein Versiegen der Wasserversorgung abzuwenden. Über die Zeremonien des Festes ist so gut wie nichts bekannt, außer dass Hütten aus Ästen und Blättern errichtet wurden, in denen die Römer vielleicht feierten, tranken und sich selbst amüsierten, vergleichbar mit den „Hütten“ des jüdischen „Laubhüttenfestes“ (Sukkot).
Die Neptunalia waren ein beliebtes, auf die römische Frühzeit zurückgehendes Volksfest und wurden auch in den bäuerlichen Kalender aufgenommen. In der Kaiserzeit gab es auch Spiele zu Ehren Neptuns (ludi Neptunales oder Neptunalici), die mit den Neptunalia verschmolzen und den Charakter des Festes veränderten.